# Górany (gromada)
Górany – dawna gromada, czyli najmniejsza jednostka podziału terytorialnego Polskiej Rzeczypospolitej Ludowej w latach 1954–1972.
Gromady, z gromadzkimi radami narodowymi (GRN) jako organami władzy najniższego stopnia na wsi, funkcjonowały od reformy reorganizującej administrację wiejską przeprowadzonej jesienią 1954 do momentu ich zniesienia z dniem 1 stycznia 1973, tym samym wypierając organizację gminną w latach 1954–1972.
Gromadę Górany z siedzibą GRN w Góranach utworzono – jako jedną z 8759 gromad – w powiecie sokólskim w woj. białostockim, na mocy uchwały nr 22/V WRN w Białymstoku z dnia 4 października 1954. W skład jednostki weszły obszary dotychczasowych gromad Górany, Świdziałówka Nowa, Grzybowszczyzna, Leszczany i Nietupa ze zniesionej gminy Szudziałowo oraz obszar dotychczasowej gromady Nowa Grzybowszczyzna ze zniesionej gminy Krynki w tymże powiecie. Dla gromady ustalono 11 członków gromadzkiej rady narodowej.
31 grudnia 1959 do gromady Górany przyłączono wsie Ostrów Południowy i Ostrów Nowy oraz kolonię Podświdziałówka ze zniesionej gromady Ostrów Południowy.
31 grudnia 1961 do gromady Górany przyłączono wieś Sosnowik i gajówkę Borsukowizna oraz obszar lasów państwowych N-ctwa Krynki obejmujący oddziały 18, 26—29, 38—167 ze zniesionej gromady Talkowszczyzna.
Gromadę Górany zniesiono 1 stycznia 1972, a jej obszar włączono do gromad Górka (Nietupa i Szaciły), Krynki (Górany, Nowa Grzybowszczyzna, Stara Grzybowszczyzna, Leszczany, Ostrów Południowy, Nowa Świdziałówka) i Szudziałowo (Nowy Ostrów i Sosnowik).